# Irsk whiskey
Irsk whiskey (Irish Whiskey) er betegnelsen for whisky fra Irland. I Irland bliver whisky stavet whiskey.
Ifølge irsk lov skal whiskey være lagret i mindst tre år på træsfade i Irland for at være Irish Whiskey . 
Der er i dag kun få whiskydestillerier i Irland, hvor produktionen er koncentreret på langt færre destillerier end den skotske whisky.

## Whiskeyproducenter og -mærker fra Irland
Kendte whiskymærker fra Irland:
- Jameson – firma og produktnavn.
- Bushmills – whiskey, der fremstilles i Nordirland.
- Tullamore Dew